# Салтівський заказник
Салтівський заказник — гідрологічний заказник місцевого значення в Харкові, де зберігалося водно-болотне угіддя в межах промислового міста, яке було місцем зростання понад 200 видів флори та проживання 32 видів птахів.
Був утворений 2001 року. Виведений із природно-заповідного фонду України рішенням Харківської обласної ради від 23 грудня 2005 року «Про території та об′єкти природно-заповідного фонду місцевого значення» (м. Харків, Київський район) з формальним зазначенням причини «втрата природоохоронної цінності» і його земельна ділянка площею 15 га була передана в оренду АТ «Концерн АВЕК і Ко» для подальшого розширення ТЦ «Барабашово». Невеличка ділянка залишилась збереженою і досі.